# Braunsapis neavei
Braunsapis neavei är en biart som först beskrevs av Joseph Vachal 1910.  Braunsapis neavei ingår i släktet Braunsapis och familjen långtungebin. Inga underarter finns listade.